# Pipistrellus inexspectatus
Pipistrellus inexspectatus es una especie de murciélago de la familia Vespertilionidae.

## Distribución geográfica
Se encuentra en África occidental de Sierra Leona Benín Ghana Nigeria y Camerún.